# Shabdrung

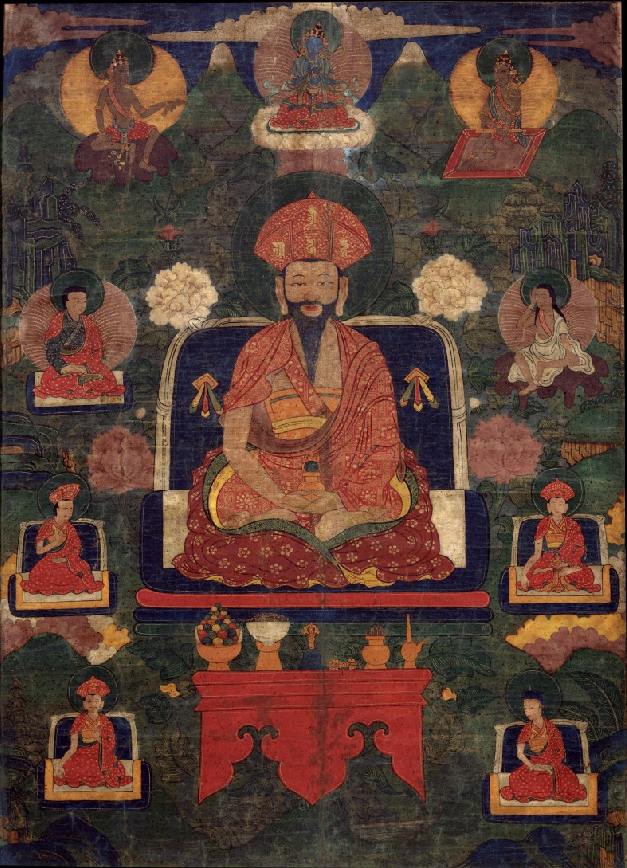
Ngagwang Namgya (al centro), primer Shabdrung

Shabdrung (también Shabdrung Rinpoche o Zhabdrung; tibetano: ཞབས་ དྲུང་, Wylie: zhabs-drung; «ante los pies de») era un título que se usaba para referirse o dirigirse a los grandes lamas en el Tíbet, particularmente aquellos que tenían un linaje hereditario. En Bután, el título casi siempre se refiere a Ngawang Namgyal (1594-1651), el fundador del Estado de Bután, o a una de sus reencarnaciones sucesivas.

## Ngawang Namgyal
El linaje se remonta al fundador del Estado de Bután, Ngawang Namgyal, un gran lama tibetano del linaje Drukpa, quien fue el primero en unificar los reinos del valle en guerra bajo un solo régimen. Es venerado como la tercera figura más importante detrás de Padmasambhava y Gautama Buda por el linaje Drukpa de la escuela Kagyu del budismo tibetano.
Ngawang Namgyal estableció el sistema de gobierno dual tibetano bajo el código legal «Gran Tsa Yig». Bajo este sistema, el poder político recaía en un líder administrativo, el Druk Desi, asesorado por un conjunto de gobernadores locales o ministros llamados penlops. Un líder religioso, el Je Khenpo, tenía poder sobre los asuntos monásticos. Sus sucesivas reencarnaciones tendrían la máxima autoridad sobre ambas esferas. Sin embargo, tras la muerte de Ngawang Namgyal en 1651, el poder pasó efectivamente a los penlops en lugar de una reencarnación suya como sucesor. Para prevenir una lucha dinástica y un retorno al caudillismo, conspiraron para mantener la muerte del  Shabdrung en secreto durante 54 años. Durante este tiempo emitieron órdenes a su nombre, explicando que estaba en un retiro silencioso prolongado. 
El paso de la primera reencarnación del Shabdrung es celebrada modernamente como un día festivo en Bután, cayendo en el décimo día del cuarto mes del calendario butanés.

## Sucesores
Eventualmente, las autoridades gobernantes en Bután se enfrentaron con el problema de la sucesión. Para neutralizar el poder de las futuras reencarnaciones de Shabdrung  Ngawang Namgyal, Druk Desi, Je Khenpo y penlops conspiraron para reconocer no a una sola persona, sino a tres personas por separado: una encarnación del cuerpo (Ku tulku), una encarnación de la mente (Thu tulku o Thugtrul), y una encarnación del discurso (Sung tulku o Sungtrul). A pesar de sus esfuerzos por consolidar el poder establecido por el Shabdrung original, el país se sumió en un faccionalismo en guerra durante los siguientes 200 años. El linaje de la encarnación del cuerpo se extinguió a mediados del siglo XVIII, mientras que las encarnaciones de la mente y del discurso continuaron hasta el siglo XX. La encarnación de la mente fue la generalmente reconocida como Shabdrung.
Además de la encarnación de la mente, también había una línea de demandantes para la encarnación del discurso. En el momento en que se fundó la monarquía en 1907, Choley Yeshe Ngodub (o Chogley Yeshey Ngodrup) fue la encarnación del discurso y también sirvió como el último Druk Desi. Después de su muerte en 1917, fue sucedido por Chogley Jigme Tenzin (1919-1949). El siguiente demandante, no reconocido por el gobierno de Bután, vivía en el monasterio de Tawang en la India y fue evacuado al Himalaya occidental durante la guerra sino-india de 1962.
Otra línea de reclamantes como encarnaciones de la mente de Ngawang Namgyal existía en el Tíbet, y ahora está representada por Namkhai Norbu, que reside en Italia.

## Principales reencarnaciones de Shabdrung
| Periodo   | Nombre          | Lugar de nacimiento  | Mandato   |
| --------- | --------------- | -------------------- | --------- |
| 1594—1651 | Ngawang Namgyal | Ralung, Tsang, Tíbet | 1616–1651 |

### Shabdrung Thuktrul
Reencarnaciones de la mente de Zhabdrung. 
| N.º | Periodo   | Nombre                        | Lugar de nacimiento          | Mandato |
| --- | --------- | ----------------------------- | ---------------------------- | ------- |
|     |           | reencarnación sin identificar | Göyul, sur del Tíbet         |         |
| 0.  | 1689—1713 | Kunga Gyaltshen               | Merak Sakteng, este de Bután |         |
| 1.  | 1724—1761 | Jigme Drakpa I                | Dranang, Tíbet               |         |
| 2.  | 1762—1788 | Chökyi Gyaltsen               | Yarlung, Tíbet               |         |
| 3.  | 1791—1830 | Jigme Drakpa II               | Bumdeling, este de Bután     |         |
| 4.  | 1831—1861 | Jigme Norbu                   | Drametse                     |         |
| 5.  | 1862—1904 | Jigme Chögyel                 | Drametse, este de Bután      |         |
| 6.  | 1905—1931 | Jigme Palden Dorji            | Dakpo Domkar, este de Bután  |         |
| 7.  |           | ???                           |                              | s/i     |
| 8.  | 1939—1953 | Jigme Tendzin Chogay          |                              | s/i     |
| 9.  | 1955—2003 | Jigme Ngawang Namgyal         |                              | s/i     |
| 10. | 2003      | Jigdrel Ngawang Namgyal       |                              | s/i     |

### Shabdrung Sungtrul
Reencarnaciones del discurso de Zhabdrung.
| N.º | Periodo   | Nombre         | Lugar de nacimiento     | Mandato   |
| --- | --------- | -------------- | ----------------------- | --------- |
| 1.  | 1706—1734 | Chokle Namgyel | Dagana, sur de Bután    |           |
| 2.  | 1735—1775 | Shākya Tendzin | Kabe, oeste de Bután    |           |
| 3.  | 1781—1830 | Yeshe Gyeltsen | Timbu, oeste de Bután   | 1807—1811 |
| 4.  | 1831—1850 | Jigme Dorje    | Bumthang, Bután central |           |
| 5.  | 1851—1917 | Yeshe Ngödrup  | Bumthang, Bután central |           |
| 6.  | 1919—1949 | Jigme Tendzin  |                         |           |

## Deposición y exilio
En 1907, en un esfuerzo para reformar el sistema de gobierno, los penlops orquestaron el establecimiento de una monarquía butanesa con Ugyen Wangchuck, el penlop de Trongsa instalado como rey hereditario, con el apoyo de Gran Bretaña y en contra de los deseos del Tíbet. La familia real sufrió de cuestionamientos a su legitimidad en sus primeros años, con las reencarnaciones de los diversos Shabdrungs suponiendo una amenaza. Según una fuente drukpa, el hermano de Shabdrung, Chhoki Gyeltshen (que había estado en la India) desafió el acceso al trono del rey Jigme Wangchuck en 1926. Se rumoreaba que se había reunido con Mahatma Gandhi para obtener apoyo para el Shabdrung contra el rey. El séptimo Shabdrung, Jigme Dorji fue confinado al monasterio de Talo y murió en 1931, bajo los rumores de asesinato. Él fue el último Shabdrung reconocido por Bután; los reclamantes posteriores a la encarnación no han sido reconocidos por el gobierno.
En 1962, Jigme Ngawang Namgyal, conocido como Shabdrung Rimpoche por sus seguidores, huyó de Bután hacia la India, donde pasó el resto de su vida. Hasta 2002, los peregrinos butaneses pudieron viajar a Kalimpong, justo al sur de Bután, para visitar al Maestro. El 5 de abril de 2003 el Shabdrung murió, y algunos de sus seguidores afirman que fue envenenado. A principios de 2007, se tomó conocimiento de que el actual Shabdrung, Pema Namgyel, que en ese momento era un niño pequeño, había sido puesto bajo arresto domiciliario en Bután junto con sus padres desde 2005, después de haber sido invitado a Bután desde su hogar en Bodh Gaya, India.